# سربداران (فیلم)
سربداران فیلمی به کارگردانی محمدعلی نجفی و نویسندگی کیهان رهگذار ساختهٔ سال ۱۳۶۳ است.
کارگردان هنری فیلم نیز علی عارف زاده بوده‌است.

## بازیگران
- علی نصیریان
- محمدعلی کشاورز
- سوسن تسلیمی
- امین تارخ